# Сантан (Аризона)
Сантан (енгл. Santan) град је у америчкој савезној држави Аризона.

## Демографија
По попису из 2000. године број становника је 651.
| Група             | 2000.      | 2010.    |
| Белци             | 10 (1,5%)  | 0 (0,0%) |
| Афроамериканци    | 0 (0,0%)   | 0 (0,0%) |
| Азијати           | 0 (0,0%)   | 0 (0,0%) |
| Хиспаноамериканци | 83 (12,7%) | 0 (0,0%) |
| Укупно            | 651        | 0        |